# La Fille en noir
Pour plus de détails, voir Fiche technique et Distribution.
La Fille en noir (Το κορίτσι με τα μαύρα (To Koritsi me ta mavra) est un film grec réalisé par Michael Cacoyannis et sorti en 1956. Il fut présenté au Festival de Cannes 1956.
Le film, intégralement tourné sur Hydra est l'occasion pour Cacoyannis de dénoncer la pesanteur de la tradition dans la province grecque : oppression des femmes (la « faute » de la veuve qui prend un amant qui rejaillit sur ses enfants) ; poids du deuil ; interdictions rigoureuses empêchant toute réelle relation homme-femme.

## Synopsis
Deux riches Athéniens viennent en vacances sur Hydra : un écrivain Pavlos (Dimitris Horn) et un architecte Antonis. Ils louent deux chambres chez Froso, veuve depuis dix ans. Celle-ci a pris un amant. La honte rejaillit sur la fille, Marina (Ellie Lambeti) et son fils Mitsos (Anestis Vlachos). Pavlos fait la cour, avec succès, à Marina. Un de ses soupirants locaux, Cristos (Giorgos Foundas), jaloux car il n'a jamais réussi à la séduire, décide de se venger. La relation entre Pavlos et Marina entraîne une dispute entre celui-ci et son ami Antonis qui repart pour Athènes. Cristos et sa bande font alors une « farce » à Pavlos : il retire la bonde du fond de sa barque avant son départ pour une promenade en mer. Cela provoque la mort de deux enfants innocents. Les diverses relations amoureuses sont alors vouées à l'échec définitif.

## Fiche technique
- Titre : La Fille en noir
- Titre original : Το κορίτσι με τα μαύρα (To Koritsi me ta mavra)
- Réalisation : Michael Cacoyannis
- Scénario : Michael Cacoyannis
- Société de production : Hermis Film
- Directeur de la photographie : Walter Lassaly
- Montage : Emilios Provelengios
- Direction artistique : Yannis Stefanellis
- Musique : Argyris Kounadis (el)
- Pays d'origine : Grèce
- Genre : drame
- Format : noir et blanc
- Durée : 105 minutes
- Date de sortie : 1956

## Distribution
- Ellie Lambeti : Marina
- Dimitris Horn : Pavlos
- Giorgos Foundas : Cristos
- Eleni Zaphiriou (en) : Froso
- Stefanos Stratigos (en) : Panagis
- Notis Peryalis (el) : Antonis
- Anestis Vlahos : Mitsos
- Thanassis Vengos : policier

## Distinctions
Le film a été présenté en sélection officielle en compétition au Festival de Cannes 1956.
La Fille en noir a obtenu le Golden Globe du meilleur film étranger et la médaille d'or du meilleur film étranger (Associated Press) en 1957 et le prix d'argent au Festival international du film de Moscou en 1958.